# 지프 글래디에이터
지프 글래디에이터(Jeep Gladiator)는 지프의 미드사이즈급 픽업 트럭이다.

## 1세대

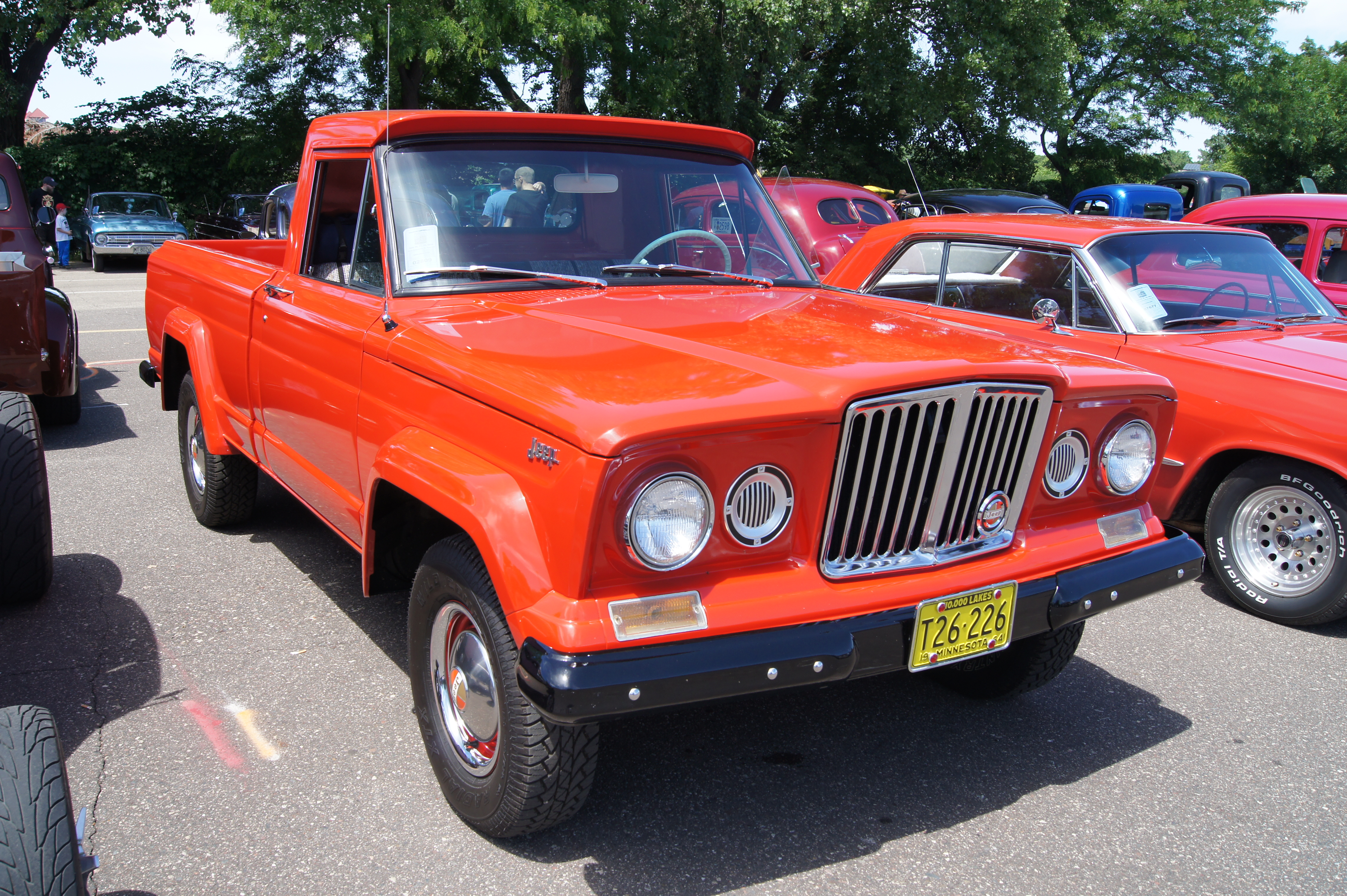
1세대 지프글래디에이터의 정측면.

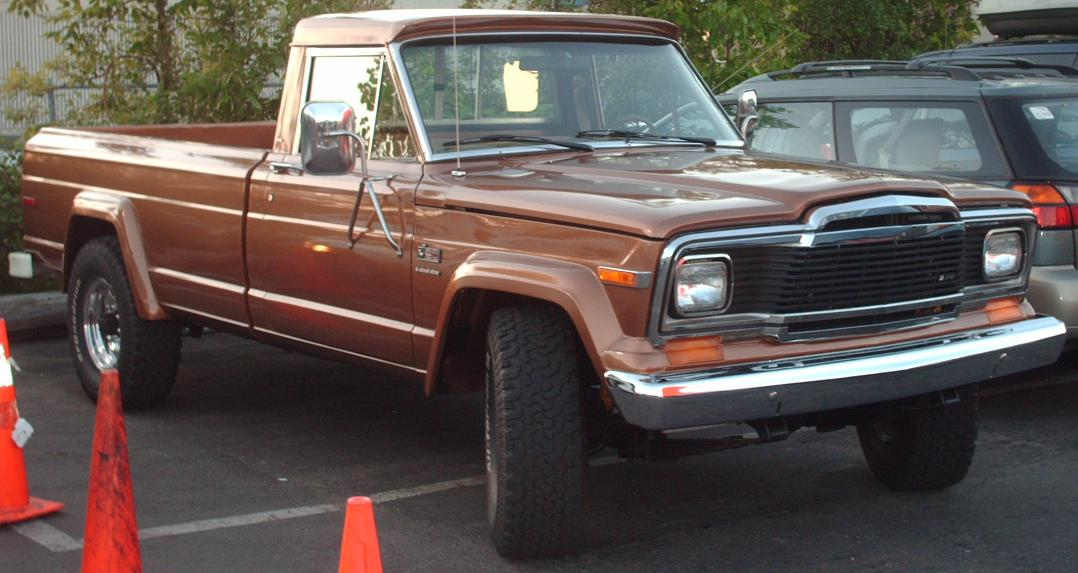
1세대 지프 J20 픽업의 정측면.

지프 글래디에이터는 1962년에 월리스 지프 픽업의 후속으로 출시되었으며, 왜고니어의 플랫폼을 기반으로 만들었다. 또한 1971년에 페이스리프트를 거치며 헤드램프가 원형에서 사각형으로 바뀌면서 동시에 이름이 지프 픽업으로 바뀌었다. 1988년에 후속 차종인 지프 코만치가 출시되어 글래디에이터는 단종됐으며, 지프 코만치는 26년간 생산되었다.

## 2세대

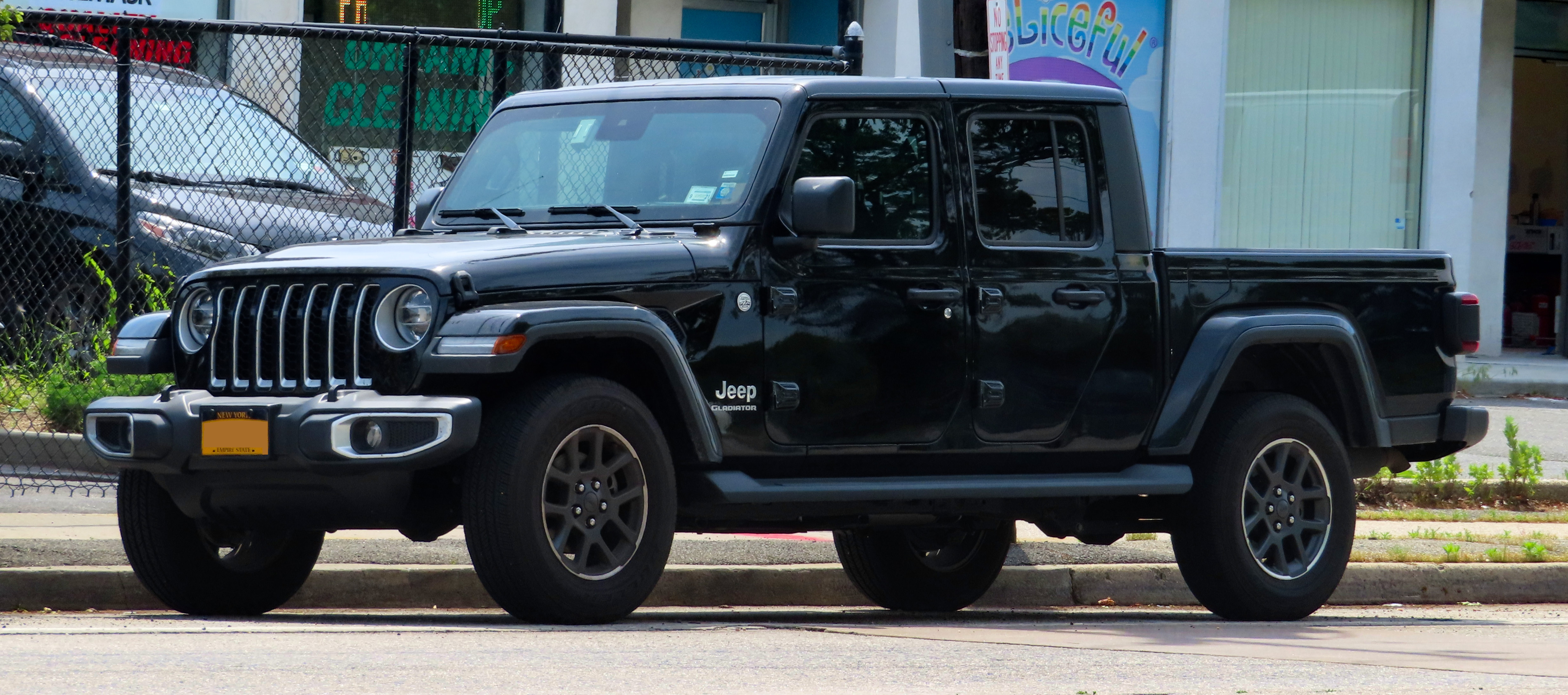
지프 글래디에이터의 정측면.

2세대 글래디에이터는 2018년 11월에 개최된 LA 모터쇼에서 공개되었으며, 4세대 랭글러의 플랫폼을 기반으로 만들었다. 생산 또한 랭글러와 함께 오하이오주 털리도 공장에서 생산한다. 펜타스타 284마력 V6 3.6리터 DOHC 가솔린 엔진과 V6 3.0리터 커먼레일 디젤 엔진이 적용되고, 6단 수동변속기와 ZF 8단 자동변속기를 선택할 수 있다. 견인 능력은 2,721kg이다. 트림은 모하비와 루비콘 2가지가 있으며, 대한민국에는 루비콘만 들어온다.
2023년 9월에 페이스리프트했으며, V6 3.0리터 디젤 모델의 생산을 중지했다.
대한민국에는 2020년 9월 2일에 출시했다. 펜타스타 284마력 V6 3.6리터 DOHC 가솔린 엔진과 ZF 8단 자동변속기가 달린 루비콘 사양이 들어오고, 기반 차량인 랭글러 루비콘처럼 기어비 4:1의 록트랙 4륜구동을 이용한다. 2011년에 닷지 다코타가 단종됨과 동시에 닷지가 대한민국에서 철수한 이래 9년 만에 크라이슬러 계열에서 대한민국 시장에 내놓는 가솔린 엔진 장착 미드사이즈급 픽업트럭이며, 화물차로 형식 승인을 받았다.
올 터레인(AT) 타이어를 적용하는 콜로라도 및 레인저와 달리, 글래디에이터는 머드 터레인(MT) 타이어를 적용한다. 이 때문에 2세대 글래디에이터 V6 3.6 DOHC 가솔린의 대한민국 복합연비는 6.2km/L로, 동급의 콜로라도보다 연비가 다소 떨어지는 편이다.
2025년 4월 11일에는 대한민국에 페이스리프트 모델을 출시했다. 랭글러의 페이스리프트 모델처럼 외부의 텔레스코픽 안테나를 없애고 윈드실드 상단에 글래스 안테나를 적용했으며, 실내에 12.3인치 중앙 모니터도 적용했다. 윈드실드는 충격에 대응하도록 설계한 코닝의 강화 유리인 고릴라 글래스다. 타이어는 MT 타이어 대신 BF굿리치의 33인치 AT 타이어인 KO2 타이어로 교체하여 복합연비를 6.4km/L로 끌어올렸다.
레인저와 더불어 대한민국에 정식으로 판매하는 미국산 미드사이즈 픽업 트럭 중에서는 앞 범퍼에 길쭉한 번호판을 적용할 수 있다.